# Primophaps schoddei
Primophaps schoddei — вимерлий вид голубоподібних птахів родини голубових (Columbidae). Описаний у 2012 році за олігоценовими (хаттський ярус) викопними рештками, знайденими в Ріверслеї на північному заході штату Квінсленд в Австралії. Цей вид був тісно споріднений з австралійськими голубами з роду Фапс (Phaps). Він був названий на честь австралійського орнітолога і систематика Річарда Шодде.